# Poiana Stoichii, Vrancea
Poiana Stoichii este un sat în comuna Vintileasca din județul Vrancea, Muntenia, România.
În anul 2006 avea 80 de locuitori.
Satul a rămas izolat după inundațiile din 2005, când precipitațiile, care au atins un nivel record, au făcut adevarate tranșee pe drum.
Satul a fost electrificat în august 2006.